# Prodol
Prodol – wieś w Chorwacji, w żupanii istryjskiej, w gminie Marčana. W 2011 roku liczyła 97 mieszkańców.